# باي جي
باي جي (بالصينية: 白洁) (28 مارس 1972 بخبي في الصين - ) هي لاعبة كرة قدم صينية في مركز الظهير، شاركت في الألعاب الأولمبية الصيفية 2000. ولعبت مع Washington Freedom (soccer) ‏.

## وصلات خارجية
- باي جي على موقع الاتحاد الدولي (مؤرشف)  (الإنجليزية)
- باي جي على موقع قاعدة بيانات كرة القدم.إي يو (الإنجليزية)
- باي جي على موقع أوليمبيديا (الإنجليزية)